# Koh chang
Koh Chang er Thailands trediestørste ø efter Phuket og Koh Samui. Øen er beliggende sydøst for Bangkok nær grænsen til Cambodia.
- Wikimedia Commons har flere filer relateret til Koh chang

12°06′13″N 102°21′07″Ø / 12.1036°N 102.3519°Ø